# Црнорепи мунгос
Црнорепи мунгос (лат. Herpestes sanguineus) је врста сисара из реда звери и породице мунгоси (Herpestidae) из подсахарске Африке.

## Таксономија
Научно име Herpestes sanguineus предложио је Едуард Рипел 1835. године који је описао Црнорепог мунгоса којег је уочио у региону Кордофана у Судану.

## Опис
У просеку, одрасли црнорепи мунгоси теже око 490 до 1250 грама, док женке достижу 460 до 575 грама. Дужина тела (не укључујући реп) је од 27,5 до 40 центиметара, док је реп дужине од 23 до 33 центиметара. Мужјаци су 9% већи од женки и по тежини и по дужини тела. Имају 5 прстију на предњим и задњим ногама. Предње ноге су закривљене и оштре за боље тражење хране и за борбу против предатора. Црнорепи мунгос има оштре и закривљене канџе, на предњим ногама дужина је до 7 милиметара.
Боја крзна у великој мери варира у зависности од подврсте између тамно црвено-браон, наранџасто-црвене, сиве и жућкасте. Црнорепи мунгос се разликује од осталих мунгоса по свом упечатљивом црном или црвеном врху репа. Појединачне длаке се веома разликују по дужини, оне на горњим деловима достижу и до 40 милиметара дужине, док су на глави длаке краће. Трбушна длака је варијабилнија, било проседа или једнолико жута, а крзно је тање, краће и мекше од дорзалног крзна.
Женке имају два пара трбушних брадавица, иако су забележени примерци са три пара. Имају аналне жлезде које емитују мошусни мирис..
Први горњи преткутњаци су често атрофирани, а понекад и потпуно недостају. Зубна формула: 3142/3132 = 28 зуба..
- Црнорепи мунгос (Зоолошки врт у Прагу)
- Црнорепи мунгос (Национални парка "Калахари-Гемсбок", Јужна Африка)
- Црнорепи мунгос (Национални парк Кругер)

## Распрострањеност и станиште
Црнорепи мунгос је једна од најраспрострањенијих врста афричких мунгоса, његова ареал распрострањености се протеже јужно од Сахаре од Сенегала на западу до обале Црвеног мора у Судану на истоку и јужно до Северног Кејпа, северно од реке Орање у Јужној Африци. Најчешће се јавља у саванама и полусушним равницама, али ретко је забележен у густим шумама и пустињама.

## Понашање и екологија
Црнорепи мунгоси су усамљене животиње и ретко путују или живе у групама. Углавном је активан током дана, али такође тражи храну у топлим ноћима. Врста вероватно нема дефинисану територију, али стално остаје на истој територији, коју често дели са другим мунгосима или цибеткама. Различите врсте често користе исту структуру јер, за разлику од црнорепих мунгоса, сродне врсте мунгоса су углавном ноћне. Црнорепи мунгоси имају интеракцију међу врстама са даманима, антилопама и мајмунима. Њихови непријатељи су: Aquila spilogaster, Aquila rapax, Polemaetus bellicosus, Panthera leo, Panthera pardus, Lycaon pictus.

### Исхрана
Као примарни месождер, црнорепи мунгос се храни углавном мањим бескичмењацима и кичмењацима као што су инсекти, гуштери, жабе, змије, глодари и птице.. У мањој мери, се храни и воћем.
Црнорепи мунгос је месождер, његова исхрана углавном укључује мале кичмењаке и бескичмењаке. Једе и јаја и лешеве других животиња. Они су дневне животиње које активно траже храну у током хладнијег дела дана. Као и многи други мунгоси, црнорепи мунгос је у стању да убије отровну змију, иако оне чине само мали део његове исхране. Црнорепи мунгос се за разлику од својих рођака пење више по дрвећу и жбуњу како би ухватио птице.

### Размножавање
У просеку црнорепи мунгоси након годину дана постају полно зреле. Територија мужјака се обично преклапа са територијама неколико женки, а најава спремности за парење врши се мирисом. Црнорепи мунгоси се размножавају у кишним сезонама: кратким (октобар и новембар) и дугим (од фебруара до априла. Након трудноће, која траје 60 до 70 дана, женка рађа једно до троје младунчета (обично близанаца). Мужјак не учествује у подизању младунаца. Младунци црнорепог мунгоса теже око 300 грама и дугачки су око 150 мм. Бебе се рађају са просечном порођајном тежином од 20,2 г. Њихове очи остају затворене до 3 недеље старости. Чврсту храну младунчад почињу да једу са око 28 дана старости. Дојење траје 55-71 дан. Црнорепи мунгоси достижу независност од својих мајки у доби од 70 до 148 дана старости.
Максимални животни век црнорепог мунгоса у дивљини је преко 8 година, а максимални забележени животни век у заточеништву био је 12,6 година.

## Угроженост и заштита
Нема озбиљних претњи за ову врсту. Претње црнорепим мунгосима су људског порекла и укључују сакупљање за употребу у медицини и продају на пијацама. Ови мунгоси су широко распрострањени и сматрају се једним од најчешћих мунгоса у Африци. Због тога IUCN наводи црнорепе мунгосе као најмање угрожену врсту (LC).